# 最大公約ショー
『最大公約ショー』（さいだいこうやくショー）は、1995年7月6日から1996年3月7日までTBS系列局で放送されていたバラエティ番組である。毎日放送と日本テレワークの共同製作。放送時間は毎週木曜日 20:00 - 20:54 （日本標準時）。

## 概要
この番組は毎回ゲストや話題の人物に様々な公約を突きつけ、目標を達成したもしくは達成できなかった場合に公約を実行してもらっていた。ゲストに対しては、司会の古舘伊知郎が公約の内容に結びつく言葉を巧みな話術でゲストに言わせた後、「その言葉頂きました！」のセリフとともに公約用の手形が現れ、ゲストはその手形に自分の手形を押すことで公約成立となった。公約実行までのプロセスが半ば力技によるゴリ押しだった点や脚色要素の強い公約結果などは、企画の秋元康のカラーが濃く反映された。
司会の古舘は番組の視聴率が20%を越えたら、1日「はとバス」ガイドになると公約していたが、実現しなかった。
回を重ねるごとに公約の結果も伝えるようになったが、最終回で成立したあるいはまだ結果が出ていない公約については「あなたの目でお確かめ下さい。」とのテロップだけを表示して番組は終了した（結局は公約を撤回した出演者もいる）。
系列外では、秋田放送(ABS)や福井テレビ(FTB)でも遅れネットで放送していた。

## 出演者

### 司会
- 古舘伊知郎[1]
- ヒロミ（B21スペシャル） - 途中から参加。
- 浜家優子

### リポーター
- 加藤浩次（極楽とんぼ）
- 山本圭壱（極楽とんぼ）
- 久本朋子
- 魁健朗（現・南原健朗）

### 公約を取り付けた人物
- 石橋貴明（とんねるず） - 番組初回で公約を取り付けた。
- 明石家さんま
- 泉ピン子
- 織田無道
- 森口博子
- 神田うの
- ゴジラ
- テリー伊藤
- デーブ・スペクター - 公約を達成したために古舘とヒロミから司会の座を奪うが、さらなるドッキリによって結局は追い出された。
- 桂三枝（現・六代目桂文枝）
- 中村玉緒
- 渡辺正行（コント赤信号）
- 近藤真彦
- 野村沙知代
- スティーヴン・セガール
- 翔（横浜銀蝿）
- 西城秀樹
- 志茂田景樹
- 赤井英和 - 同局『なにわ友あれ赤井英和』とのコラボで赤井の母校である浪速高校ボクシング部の後輩を集合させた。
- 宮本亜門
- 今田耕司
- 内田有紀
- 吉野公佳
- 南こうせつ
- 西本聖
- ブラザー・トム
- 篠原涼子
- オジー・オズボーン - 日本ツアーで「ライブ中に上半身裸で乾布摩擦をした観客と一緒に焼き肉を食べる」との公約を宣言した。なお、公約をしたのは最終回であり、後日公約が実行されたのかはオンエアーされていないが、『BURRN!』の記事によると[どれ?]ライブ中に乾布摩擦を行っている観客が多数存在し、公約は実行されたとされる。
- ほか

## スタッフ
最終回時点
- 企画：秋元康
- 構成：小山薫堂、海老克哉、樋口卓治、冨永一郎、堀田延、野口昌良
- リサーチ：田子浩司、河瀬淑之
- ナレーター：木村匡也（mtえんがわ名義）、江森浩子
- TP：稲田晃宏（イムプレス）
- TD：石黒義満（共同テレビ）
- CAM：鰺坂輝国、植田和彦
- LD：小田原敬（FLT）
- AUD：仙田俊一
- ロケ技術：イムプレス
- 音効：井澤利幸、代田智子
- ビジュアルクリエイター：薗部健（TDKコア）
- オフライン編集：島田一浩（ユニテックリファインド）
- オンライン編集：渡辺篤（TDKコア）、十川海次郎（TDKコア）
- MA：日吉寛（TDKコア）、山内智臣（TDKコア）
- 技術協力：FLT、共同テレビジョン、メディアネットワーク、MCJ
- 美術：上村正三（フジアール）
- デザイン：越野幸栄
- 美術進行：内藤佳奈子
- キャラクターデザイン：対比地一正
- CGタイトル：DENPA CLUB.Inc.
- 広報：森亜希子（毎日放送）
- TK：伊藤篤美
- モニター協力：Panasonic
- AD：石川敬、是枝卓児、金子泰久、長谷川和也
- FM：山崎典昭
- 制作デスク：青木里奈子
- AP：田中義朗（日本テレワーク）、岩田うらら（毎日放送）、大和市民
- ロケディレクター：深沢一浩、岡田秀行
- ディレクター：田中将徳（毎日放送）、児島良周
- 演出：李闘士男（ウイルスプロダクション）
- プロデューサー：浜田尊弘（毎日放送）、岡田公伸（毎日放送）、松尾利彦（日本テレワーク）、白内寿一（ウイルスプロダクション）
- 制作協力：ウイルスプロダクション
- 製作著作：毎日放送、日本テレワーク

## ネット局
| 放送対象地域   | 放送局                    | 系列           | 放送曜日・放送時間 | 遅れ       | 備考            |
| -------------- | ------------------------- | -------------- | ------------------ | ---------- | --------------- |
| 近畿広域圏     | 毎日放送（MBS）           | TBS系列        | 木曜 20:00 - 20:54 | 同時ネット | 製作局          |
| 北海道         | 北海道放送（HBC）         | TBS系列        | 木曜 20:00 - 20:54 | 同時ネット |                 |
| 青森県         | 青森テレビ（ATV）         | TBS系列        | 木曜 20:00 - 20:54 | 同時ネット |                 |
| 岩手県         | IBC岩手放送（IBC）        | TBS系列        | 木曜 20:00 - 20:54 | 同時ネット |                 |
| 宮城県         | 東北放送（TBC）           | TBS系列        | 木曜 20:00 - 20:54 | 同時ネット |                 |
| 山形県         | テレビユー山形（TUY）     | TBS系列        | 木曜 20:00 - 20:54 | 同時ネット |                 |
| 福島県         | テレビユー福島（TUF）     | TBS系列        | 木曜 20:00 - 20:54 | 同時ネット |                 |
| 関東広域圏     | 東京放送（TBS）           | TBS系列        | 木曜 20:00 - 20:54 | 同時ネット | 現・TBSテレビ   |
| 山梨県         | テレビ山梨（UTY）         | TBS系列        | 木曜 20:00 - 20:54 | 同時ネット |                 |
| 新潟県         | 新潟放送（BSN）           | TBS系列        | 木曜 20:00 - 20:54 | 同時ネット |                 |
| 長野県         | 信越放送（SBC）           | TBS系列        | 木曜 20:00 - 20:54 | 同時ネット |                 |
| 静岡県         | 静岡放送（SBS）           | TBS系列        | 木曜 20:00 - 20:54 | 同時ネット |                 |
| 富山県         | チューリップテレビ（TUT） | TBS系列        | 木曜 20:00 - 20:54 | 同時ネット |                 |
| 石川県         | 北陸放送（MRO）           | TBS系列        | 木曜 20:00 - 20:54 | 同時ネット |                 |
| 中京広域圏     | 中部日本放送（CBC）       | TBS系列        | 木曜 20:00 - 20:54 | 同時ネット | 現・CBCテレビ   |
| 鳥取県・島根県 | 山陰放送（BSS）           | TBS系列        | 木曜 20:00 - 20:54 | 同時ネット |                 |
| 岡山県・香川県 | 山陽放送（RSK）           | TBS系列        | 木曜 20:00 - 20:54 | 同時ネット | 現・RSK山陽放送 |
| 広島県         | 中国放送（RCC）           | TBS系列        | 木曜 20:00 - 20:54 | 同時ネット |                 |
| 山口県         | テレビ山口（tys）         | TBS系列        | 木曜 20:00 - 20:54 | 同時ネット |                 |
| 愛媛県         | あいテレビ（ITV）         | TBS系列        | 木曜 20:00 - 20:54 | 同時ネット |                 |
| 高知県         | テレビ高知（KUTV）        | TBS系列        | 木曜 20:00 - 20:54 | 同時ネット |                 |
| 福岡県         | RKB毎日放送（RKB）        | TBS系列        | 木曜 20:00 - 20:54 | 同時ネット |                 |
| 長崎県         | 長崎放送（NBC）           | TBS系列        | 木曜 20:00 - 20:54 | 同時ネット |                 |
| 熊本県         | 熊本放送（RKK）           | TBS系列        | 木曜 20:00 - 20:54 | 同時ネット |                 |
| 大分県         | 大分放送（OBS）           | TBS系列        | 木曜 20:00 - 20:54 | 同時ネット |                 |
| 宮崎県         | 宮崎放送（MRT）           | TBS系列        | 木曜 20:00 - 20:54 | 同時ネット |                 |
| 鹿児島県       | 南日本放送（MBC）         | TBS系列        | 木曜 20:00 - 20:54 | 同時ネット |                 |
| 沖縄県         | 琉球放送（RBC）           | TBS系列        | 木曜 20:00 - 20:54 | 同時ネット |                 |
| 福井県         | 福井テレビ（FTB）         | フジテレビ系列 | 月曜 22:00 - 22:54 | 4日遅れ    |                 |